# تاريخ تنزانيا
الدولة الشرق أفريقية يعود تاريخها الرسمي إلى عام 1964، عندما تم تشكيلها من اتحاد تنجانيقا مع الارخبيل الساحلي لزنجبار. وكانت سابقا مستعمرة وجزء من شرق أفريقيا الألمانية من 1880s لعام 1919 ومن ثم في ظل عصبة الأمم، أصبحت تحت الانتداب البريطاني حتى الاستقلال في عام 1961. وكانت بمثابة ثكنة عسكرية خلال الحرب العالمية الثانية، لتوفير المساعدة المالية، والذخائر، والجنود. وظلت حينها زنجبار كمركز تجاري، يسيطر عليها البرتغاليين، والعرب الآتون من سلطنة عُمان، ومن أخيراً وقعت تحت وصاية البريطانيين بحلول نهاية القرن 19. حكم جوليوس نيريري البلاد لعقود فقمع المعارضة. سنين من الاشتراكية أدى إلى تفشي الفساد على نطاق واسع وانهيار الاقتصادالتانزاني. بعد تقاعد نيريري في عام 1985، بدأت العديد من الإصلاحات السياسية والاقتصادية في تنزانيا.

## ما قبل التاريخ
تنزانيا هي موطن لبعض أقدم المستوطنات البشرية المكتشفة من قبل علماء الآثار، بما في ذلك حفريات في وقت مبكر من البشر وجدت في وحول أولدوفاي جغورغ (olduvai Gorge) في شمال تنزانيا، وهي منطقة كثيرا ما يشار إليها باسم «مهد البشرية». وتشمل هذه الحفريات بارانثروبوس "Paranthropus", وهي عظام يعتقد أن ترجع لأكثر من مليوني سنة، وأقدم آثار أقدام بشرية معروفة، وآثار أقدام يتولي قد خلفها فرد، تشير التقديرات إلى أنها منذ نحو 3.6 مليون سنة.
يعتقد أن منذ حوالي 10,000 سنة، سكن تنزانيا مجتمعات الصيد والقطف، بالمتحدثين بلغة الخوى. ما منذ 3,000 أو 6,000 عام، انضم إليهم إناس ناطقين بالكوشية الذين جاؤوا من الشمال، والذين تم استيعابها في ببطء في شعوب الخوى. عرض الشعوب الكوشية التقنيات الأساسية للزراعة وإنتاج الأغذية، وفيما بعد، رعاية الماشية.
مضت حوالي 2000 سنة، وبدأ الناطقين بالبانتو أن يصلوا من غرب أفريقيا في سلسلة من الهجرات. جلبت هذه الجماعات الحدادة وأفكار جديدة للتنظيم الاجتماعي والسياسي. استوعبت العديد من الشعوب الكوشية الذي كان قد سبقتها، وكذلك معظم السكان الذين بقوا الناطقين بالخويزية. في وقت لاحق، وصل الرعاة النيلية، واستمر في الهجرة إلى المنطقة خلال القرن 18.

## العصور الوسطي
زار المسافرين والتجار من الخليج العربي وغرب الهند، للساحل الشرقي لأفريقيا منذ مطلع الألف الأول الميلادي، وخصوصا في المدن التي نشأت على طول سواحل كينيا وتنزانيا في وقت متأخر من الألفية. مع بداية الألفية الثانية، أجرت المدن الساحلية، التجارة المزدهرة التي تربط الأفارقة في الداخل مع الشركاء التجاريين في جميع أنحاء المحيط الهندي. من ج. 1200-1500 م، وكانت بلدة كيلوا، على السواحل الجنوبي لتنزانيا، ربما أغنى وأقوى من هذه البلدات، لتترائس ما يرى بعض الباحثين أنه «العصر الذهبي» للحضارة السواحلية. في أوائل القرن 14، زار ابن بطوطة، المسافر العربي من شمال أفريقيا، كيلوا وأعلن فيها انها واحدة من أفضل المدن في العالم. كان يمارس الإسلام على الساحل السواحلية في القرن الثامن أو التاسع.

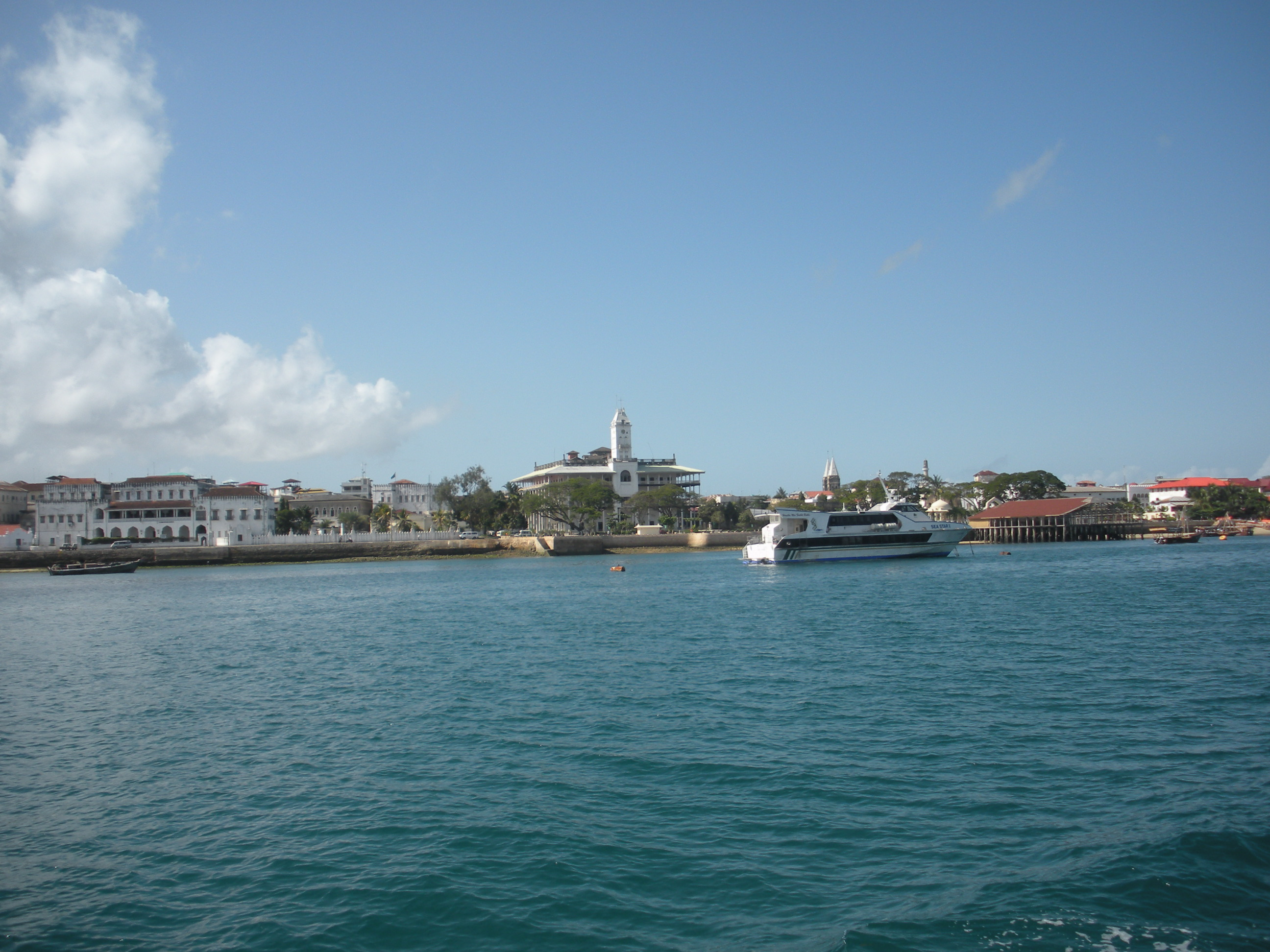
مدينة زنجبار

في 1498، أصبح المستكشف البرتغالي فاسكو دا غاما أول الأوروبيين للوصول إلى الساحل الشرقي لأفريقيا، فبقي لمدة 32 يوما. في عام 1505 سيطرت البرتغال على زنجبار. استمر الاحتلال البرتغالي حتى أوائل القرن 18، عندما أسس العرب القادمون من عُمان موطئ قدم في المنطقة. بمساعده العرب، نجح السكان الأصليين الساحلية في قيادة البرتغاليين من المنطقة الواقعة شمال نهر روفوما في وقت مبكر من القرن 18. بسيطرة الشريط الساحلي، نقل السلطان العماني سيد سعيد عاصمته إلى مدينة زنجبار في عام 1840. ركز على الجزيرة وأنشاء طرق التجارة المتقدمة التي امتدت إلى بحيرة تنجانيقا ووسط أفريقيا. خلال فترة قصيرة، وأصبحت زنجبار مركزا لتجارة الرقيق العربية. إساءة فهم العديد من الأوروبيين نظراً للهيمنة العربية في هذا الوقت في وقت لاحق، وطبيعة الحضارة السواحلية كمنتج من الاستعمار العربي. ومع ذلك، هذا سوء الفهم قد بدأت لتبدد على مدى 40 سنة الماضية وأصبحت الحضارة السواحلية المعترف بها بصورة رئيسية في الأصل الأفريقي، المتأثرة بالحضارة العربية.

## تنجانيقا
لم تأخذ تنجانيقا كيانها الجغرافي والسياسي قبل أشد الفترة الإمبريالية؛ تم تداول اسمها بعدما تم نقل شرق أفريقيا الألمانية إلى حكم المملكة المتحدة في عام 1920. ويشار هنا إلى أن ذلك هو بداية تاريخ المنطقة التي أصبحت تنزانيا. جزء من منطقة البحيرات العظمى، وهي الشاطئ الغربي من بحيرة فكتوريا التي تألفت من العديد من الممالك الصغيرة، وعلى الأخص كاراغوي وبوزينزا، والتي هيمنت عليهم جيرانهم الأقوى رواندا، وبوروندي، وبوغندا.

علم سلطنة زنجبار

وبدأت العمليات الاستكشاف الأوروبية الداخلية للقارة الأفريقية في منتصف القرن 19. في عام 1848 أصبح المبشر الألماني يوهانس ريبمان أول أوروبي يرى جبل كليمنجارو. المستكشفين البريطاني ريتشارد بيرتون وجون سبيكى عبروا إلى الأراضي الداخلية لبحيرة تنجانيقا في حزيران/يونيو 1857. وفي 1866 المستكشف، والمبشر الإسكتلندي ليفينغستون ديفيد، الذي شن حملة شعواء على تجارة الرقيق، وذهب إلى زنجبار، للسعي بالحصول على منابع النيل، وأنشأ بعثته الأخيرة في أوجيجي على ضفاف بحيرة تنجانيقا. في عام 1877 كانت أولى حملو من حملات بلجيكية وصلت زنجبار. في سياق هذه الحملات، في عام 1879 محطة تأسست في كيغوما على الضفة الشرقية لبحيرة تنجانيقا، لتكون قريبة تليها محطة مبالا على الضفة الغربية. وحققت أول المصالح الاستعمارية الألمانية في عام 1884. واختتم كارل بيترز، الذي شكل الجمعية الألمانية الاستعمارية، سلسلة من المعاهدات مع زعماء القبائل في المناطق الداخلية الألمانية والتي قبلت «الحماية». حكومة الأمير أوتو فون بسمارك دعم بيترز في إنشاء الشركة الألمانية شرق أفريقيا.
في مؤتمر برلين عام 1885، أصبح وجود كيغوما والموردة من زنجبار وباجامويو أدى إلى إدراج في شرق أفريقيا إلى الأراضي التقليدية في حوض الكونغو، وهي ميزة لبلجيكا. لكن على الطاولة في برلين، وضعت قواعد بين القوى الاستعمارية والقوى الاستعمارية المحتملين وكيفية المضي قدما في إنشاء المستعمرات والمحميات. بينما يتركز اهتمام البلجيكي على نهر الكونغو، والبريطانيين والألمان تركزا على شرق أفريقيا وتم تقسيم أفريقيا في عام 1886 بين أنفسهم، وسلطنة زنجبار التي تحولت إلى جزر زنجبار وبيمبا (جزيرة بمبا)، ظلت مستقلة مؤقتاً. وكان في نهاية المطاف دولة الكونغو الحرة للتخلي عن مطالبتها في كيغوما (أقدم محطة في أفريقيا الوسطى) وعلى أي إقليم إلى الشرق من بحيرة تنجانيقا، إلى ألمانيا.
في 1886 و 1890، إتفقت إنكلترا والألمانية بشأنها مرسوم المجالات البريطانية والألمانية والنفوذ في المناطق الداخلية من شرق أفريقيا وعلى طول الشريط الساحلي المطالب من سلطان زنجبار. في عام 1891، اتخذت الحكومة الألمانية على الإدارة المباشرة للأراضي الألمانية من شركة شرق أفريقيا، وعينت حاكما مع المقر الرئيسي في دار السلام.

## زنجبار
انظر أيضاً: تاريخ زنجبار
سكن الإنسان جزيرة زنجبار تلك منذ 20,000 سنة، ولكن تاريخ الجزيرة الحقيقي بدأ منذ أن تحولت إلى قاعدة للرحلات التجارية ما بين بلاد العرب والهند وأفريقيا. فموقع جزيرة أنغوجا (الجزيرة الكبرى لزنجبار والصغرى اسمها بمبا) أعطى الحماية الطبيعية لمينائها، وكذلك أرخبيلها الذي له بعض الأهمية، وقد استوطن العرب بالمكان الذي يسمي حاليا مدينة زنجبار، وهو المقر التقليدي للتجارة مع مدن ساحل شرق أفريقيا. وأقاموا الحاميات حول الجزيرة وبنوا فيها أول مسجد بنصف الكرة الجنوبي.

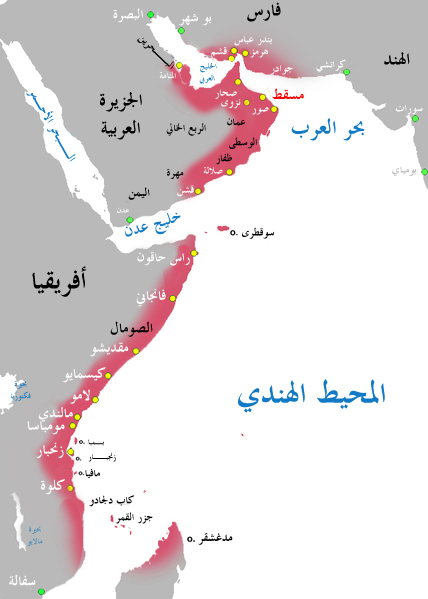
خريطة للسلطنة العُمانية في عام 1856

خلال عصر الاستكشافات، كانت الإمبراطورية البرتغالية أول قوة أوربية تمكنت من السيطرة على زنجبار وبقيت تحت سيطرتها 200 عام، ثم وقعت تحت نفوذ سلطنة عمان عام 1698 والتي طورت نظام التجارة والاقتصاد والمحاصيل. وتحسين المزارع لزراعة التوابل والقرنفل والثوم، حتى أعطي لها لقب مجازي وهو جزر التوابل، لينافس جزر الملوك المستعمرة الهولندية بأندونيسيا. ولها تجارة أخرى وهي العاج والتي تؤخذ من أنياب الفيلة التي تقتل في بر أفريقيا، أما المصدر الثالث للتجارة فهو تجارة الرقيق، حيث كان الآلاف من سكان المناطق المجاورة يؤسرون ويباعون كعبيدٍ على أرض الجزيرة، كما أدى ذلك إلى استقبال زنجبار كغيرها من الموانئ الأفريقية لأعداد كبيرة من تجار العبيد القادمين من أوروبا وأمريكا تحديداً مما أعطى لزنجبار أهمية في تجارة الرقيق عند العرب، فالمحيط الهندي يضاهي شهرة في مايسمى المثلث التجاري ما بين أوروبا وأمريكا وأفريقيا لتجارة الرق. ويسيطر سلطان زنجبار على جزء كبير من الساحل الشرقي لأفريقيا والمسمى بساحل الزنج وأيضا على على الطرق الداخلية الواسعة النطاق.
بدأت الهيمنة البريطانية على الجزيرة أحيانا بشكل متدرج وأحيانا بشكل متقطع، ومنها كان تحت مسمى التحرير من العبودية. حتى أصبحت زنجبار محمية بريطانية في تاريخ 1890. فعندما مات السلطان وخلفه آخر لم تكن الحكومة البريطانية راضية عنه، فقاد ذلك إلى أقصر حرب بالتاريخ والمسماة الحرب الإنجليزية الزنجبارية والتي تعتبر أقصر حرب بالتاريخ.
حصلت تلك الجزر على استقلالها من بريطانيا عام 1963 كحكم ملكي. ولكن بعد شهر قامت ثورة زنجبار الدموية، حيث قتل الآلاف من العرب والهنود وتم طرد آلاف آخرين ومصادرة أملاكهم. وقاد ذلك إلى اعلان عن جمهورية زنجبار وبمبا. التي اتحدت بعدها بفترة قصيرة مع تنجانيقا، والتي كونت بعد ذلك مايسمى تنزانيا، وإن استمرت زنجبار كمنطقة ذات حكم ذاتي. وقد ظهرت زنجبار بالوقت الحالي في الأخبار العالمية من خلال مذابح أهاليها المسلمين عام 2001 التي اعقبت الانتخابات المتنازع عليها.